# Nunc dimittis (verhaal)
Nunc dimittis is een kort verhaal van Roald Dahl. Het heeft wraak en afgunst als centrale thema's. Het is daarnaast een van Dahls verhalen over schilderen.
Het verhaal verscheen in 1953 voor het eerst in het Amerikaanse tijdschrift Collier's onder de titel The Devious Bachelor. Daarna is het meerdere malen herdrukt in verhalenbundels. Het is verfilmd als onderdeel van de serie Tales of the Unexpected (onder de naam Depart in Peace).
Het verhaal wordt geheel verteld vanuit het ik-perspectief.

## Verhaal
De rijke kunstverzamelaar Lionel Lampson is een welgestelde man van achter in de vijftig, hij is ook vrijgezel. Op een avond geeft hij de weduwe Gladys Ponsonby een lift naar haar huis. Ponsonby probeert Lampson voor zichzelf te winnen, ze verklapt aan hem dat Lampsons veel jongere vriendin Janet de Pelagia achter zijn rug om de meest achterbakse dingen over hem vertelt. Lampson is diep geschokt en teleurgesteld en hij besluit wraak te nemen op zijn vriendin. Ponsonby vertelt hem ook over de excentrieke schilder John Royden, die de gewoonte heeft om al zijn portretten eerst als naaktmodel te schilderen. Daarna schildert hij ze nog eens meerdere malen op hetzelfde doek maar dan steeds met wat meer kleren aan, waarbij hij de nieuwe verflaag simpelweg over de oude opgedroogde laag − die hen zonder kleren toont − heen schildert.
Lampson bedenkt, als hij dit heeft gehoord, een speciaal plan om Janet haar (vermeende) verraad jegens hem betaald te zetten. Hij zorgt eerst dat Jans in contact komt met Royden en diens volgende naaktmodel wordt. Lampson koopt hierna het portret stiekem over van Royden. Hij hangt het op in een van zijn eigen huizen, waarna hij de bovenste verflaag − waarop Janet haar kleren aan heeft − weghaalt zonder de verflaag eronder te beschadigen. Zodoende blijft er een portret waar Janet in haar ondergoed te zien is over. Lampson nodigt vervolgens Janet en nog een aantal anderen uit zijn vrienden- en kennissenkring uit voor een feestelijk diner. Tijdens het nagerecht doet Lampson de lichten in de kamer uit. Alle aanwezigen zien vervolgens het bijna-naaktportret van Janet aan de muur hangen, waarop Janet zelf in katzwijm valt. Lampson verlaat in stilte de kamer en gaat terug naar zijn andere woning.
Lampson voelt zich in eerste instantie uitgelaten van triomf. Die avond wordt hij echter gebeld door Ponsonby, die hem vertelt dat niemand van zijn vrienden hem nog kan luchten. Ze nodigt hem uit om weer eens bij haar langs te komen. Lampson beseft nu dat hij in een valse list van Ponsonby, die hem voor zichzelf wilde hebben, is getuind. De volgende dag krijgt Lampson een brief van Janet, die schrijft dat ze hem alles vergeeft. Als extra teken van verzoening heeft ze een stuk kaviaar bij de brief gedaan. Lampson, die zich nu nog erger schaamt, eet wat van de kaviaar in een poging zichzelf wat op te monteren. Hij besluit uiteindelijk zijn verslag met de mededeling dat hij zich ineens heel erg ziek voelt. (De kaviaar is namelijk door de wraaklustige Janet vergiftigd; aangezien Lampson zijn verslag hierna nooit verder heeft afgemaakt en het verhaal in het Nederlands Nunc dimittis heet, is hij vermoedelijk snel na deze laatste regels gestorven.) 